# Nazz (album)
Nazz è il primo album dei Nazz, pubblicato dalla SGC Records nell'ottobre del 1968.

## Tracce
Lato A
1. Open My Eyes – 2:38 (Todd Rundgren)
2. Back of Your Mind – 3:45 (Todd Rundgren)
3. See What You Can Be – 2:55 (Todd Rundgren)
4. Hello It's Me – 4:00 (Todd Rundgren)
5. Wildwood Blues – 4:37 (Todd Rundgren, Carson Van Osten, Thom Mooney, Robert Stewkey Antoni)

Durata totale: 17:55
Lato B
1. If That's the Way You Feel – 4:49 (Todd Rundgren)
2. When I Get My Plane – 3:10 (Todd Rundgren)
3. Lemming Song – 4:21 (Todd Rundgren)
4. Crowded – 2:18 (Robert Stewkey Antoni, Thom Mooney)
5. She's Goin' Down – 5:00 (Todd Rundgren)

Durata totale: 19:38
Edizione CD del 2006, pubblicato dalla Castle Music Records (CMQCD867)
1. Open My Eyes – 2:44 (Todd Rundgren)
2. Back of Your Mind – 3:46 (Todd Rundgren)
3. See What You Can Be – 3:00 (Todd Rundgren)
4. Hello It's Me – 3:57 (Todd Rundgren)
5. Wildwood Blues – 4:36 (Todd Rundgren, Carson Van Osten, Thom Mooney, Robert Stewkey Antoni)
6. If That's the Way You Feel – 4:49 (Todd Rundgren)
7. When I Get My Plane – 3:05 (Todd Rundgren)
8. Lemming Song – 4:26 (Todd Rundgren)
9. Crowded – 2:20 (Robert Stewkey Antoni, Thom Mooney)
10. She's Goin' Down – 4:59 (Todd Rundgren)
11. Nazz Radio Commercials – 3:00 (Todd Rundgren) – Bonus Track
12. Train Kept a Rollin' – 3:17 (Tiny Bradshaw, Howard Kay, Louis Mann) – Bonus Track - Album Out-Take
13. Magic Me – 2:44 (Todd Rundgren) – Bonus Track - Pre-LP Audition Tape
14. See What You Can Be – 2:48 (Todd Rundgren) – Bonus Track - Pre-LP Audition Tape
15. Hello It's Me – 3:47 (Todd Rundgren) – Bonus Track - Demo
16. Crowded – 2:44 (Robert Stewkey Antoni, Thom Mooney) – Bonus Track - Demo
17. Open My Eyes – 2:35 (Todd Rundgren) – Bonus Track - Non-Phased Demo
18. Lemming Song – 4:00 (Todd Rundgren) – Bonus Track - Demo
19. The Nazz Are Blue – 3:42 (Jeff Beck, Keith Relf, Paul Samwell-Smith, Chris Dreja, Jim McCarty) – Bonus Track - Live
20. Why Is It Me (dei Woody's Truck Stop) – 3:04 (Todd Rundgren) – Bonus Track - Early Version of Lemming Song
21. Hello It's Me – 4:00 (Todd Rundgren) – Bonus Track - Mono Single Mix
22. Open My Eyes – 2:44 (Todd Rundgren) – Bonus Track - Mono Single

Durata totale: 76:07

## Formazione
- Todd Rundgren - chitarra solista
- Todd Rundgren - vibrafono (brano: Hello It's Me)
- Robert Stewkey Antoni - voce, pianoforte, organo
- Carson Van Osten - basso
- Thom Mooney - batteria